# Halálozások 1952-ben
Ez a szócikk az 1952-es évben elhunyt nevezetes személyeket sorolja fel.

## December
| Dátum        | Név                       | Foglalkozás / tisztség                                      | Kor | Forrás |
| ------------ | ------------------------- | ----------------------------------------------------------- | --- | ------ |
| december 29. | Fletcher Henderson        | amerikai zongorista, zenekarvezető, hangszerelő, zeneszerző | 055 |        |
| december 1.  | Vittorio Emanuele Orlando | olasz politikus, miniszterelnök (1917–1919)                 | 092 |        |

## November
| Dátum       | Név           | Foglalkozás / tisztség                                                    | Kor | Forrás |
| ----------- | ------------- | ------------------------------------------------------------------------- | --- | ------ |
| november 9. | Háim Weizmann | izraeli tudós, politikus, cionista vezető, Izrael első elnöke (1949–1952) | 077 |        |

## Október
| Dátum       | Név             | Foglalkozás / tisztség                          | Kor | Forrás |
| ----------- | --------------- | ----------------------------------------------- | --- | ------ |
| október 26. | Hattie McDaniel | Oscar-díjas amerikai színésznő, énekesnő        | 059 |        |
| október 4.  | Bosnyák Zoltán  | tanár, radikális jobboldali szerkesztő-újságíró | 047 |        |

## Szeptember
| Dátum | Név | Foglalkozás / tisztség | Kor | Forrás |
| ----- | --- | ---------------------- | --- | ------ |

## Augusztus
| Dátum | Név | Foglalkozás / tisztség | Kor | Forrás |
| ----- | --- | ---------------------- | --- | ------ |

## Július
| Dátum      | Név         | Foglalkozás / tisztség                                                      | Kor | Forrás |
| ---------- | ----------- | --------------------------------------------------------------------------- | --- | ------ |
| július 26. | Evita Perón | argentin színésznő, politikus, first lady (1946–1952), társadalmi aktivista | 033 |        |

## Június
| Dátum      | Név           | Foglalkozás / tisztség                   | Kor | Forrás |
| ---------- | ------------- | ---------------------------------------- | --- | ------ |
| június 20. | Luigi Fagioli | olasz autóversenyző, Formula–1-es pilóta | 054 |        |
| június 1.  | John Dewey    | amerikai filozófus, oktatási reformer    | 092 |        |

## Május
| Dátum    | Név              | Foglalkozás / tisztség                          | Kor | Forrás |
| -------- | ---------------- | ----------------------------------------------- | --- | ------ |
| május 8. | William Fox      | magyar származású amerikai filmgyáros, producer | 073 |        |
| május 6. | Maria Montessori | olasz orvos, pedagógus, pszichológus            | 081 |        |

## Április
| Dátum      | Név           | Foglalkozás / tisztség                                   | Kor | Forrás |
| ---------- | ------------- | -------------------------------------------------------- | --- | ------ |
| április 1. | Molnár Ferenc | író (A Pál utcai fiúk), drámaíró, újságíró, haditudósító | 071 |        |

## Március
| Dátum       | Név                    | Foglalkozás / tisztség                                                | Kor | Forrás |
| ----------- | ---------------------- | --------------------------------------------------------------------- | --- | ------ |
| március 27. | Tojoda Kiicsiró        | japán üzletember, a Toyota autógyár megalapítója                      | 057 |        |
| március 22. | Don Stephen Senanayake | ceyloni diplomata, politikus, Ceylon első miniszterelnöke (1947–1952) | 067 |        |

## Február
| Dátum       | Név         | Foglalkozás / tisztség             | Kor | Forrás |
| ----------- | ----------- | ---------------------------------- | --- | ------ |
| február 19. | Knut Hamsun | Nobel-díjas norvég író, költő      | 092 |        |
| február 6.  | VI. György  | Nagy-Britannia királya (1936–1952) | 056 |        |

## Január
| Dátum      | Név       | Foglalkozás / tisztség | Kor | Forrás |
| ---------- | --------- | --- | --- | ------ |
| január 21. | Rátz Jenő | katonatiszt, a Honvéd Vezérkar főnöke (1936–1938), honvédelmi miniszter (1938), miniszterelnök-helyettes (1944), felsőházi elnök (1944–1945) | 069 |        |